# Survivor Series 2016
Survivor Series 2016 è stata la trentesima edizione dell'omonimo evento in pay-per-view di wrestling prodotto annualmente dalla WWE. L'evento si è svolto il 20 novembre 2016 all'Air Canada Centre di Toronto (Canada).

## Storyline
L'11 ottobre il General Manager di SmackDown Daniel Bryan e il Commissioner Shane McMahon hanno sfidato Raw in tre Traditional Survivor Elimination match (che includevano i migliori uomini, donne e tag team). La settimana dopo il Commissioner di Raw, Stephanie McMahon, ha accettato la sfida. Nel corso delle successive settimane, durante le varie puntate di SmackDown e Raw, è avvenuta la formazione dei vari team.
Il 12 marzo del 2004, a WrestleMania XX, Goldberg ha sconfitto Brock Lesnar in maniera netta. Dopo questo evento entrambi gli atleti hanno abbandonato la WWE, eccetto Lesnar che è ritornato nel 2012. Nella puntata di Raw del 10 ottobre Paul Heyman, il manager di Lesnar, ha ufficialmente sfidato Goldberg per Survivor Series. Nella puntata di Raw del 17 ottobre Goldberg si è presentato accettando la sfida di Heyman, e la settimana dopo è stato sancito il match per Survivor Series.
Il 9 ottobre, a No Mercy, Dolph Ziggler ha sconfitto The Miz in un Title vs. career match conquistando così l'Intercontinental Championship. Nella puntata di SmackDown del 1º novembre Ziggler, dopo aver sconfitto Curt Hawkins in una Open Challenge, ha sfidato un qualsiasi atleta del roster di Raw per Survivor Series per l'Intercontinental Championship. Nella puntata di Raw del 7 novembre Sami Zayn ha sconfitto Rusev, guadagnando dunque l'opportunità di affrontare Ziggler a Survivor Series.  Nella puntata speciale di SmackDown del 15 novembre, però, Ziggler ha perso il titolo contro The Miz. Dunque saranno The Miz e Zayn ad affrontarsi a Survivor Series per l'Intercontinental Championship; nel caso Zayn vincesse, il titolo diventerebbe un'esclusiva di Raw.
Nella puntata di SmackDown dell'8 novembre Daniel Bryan ha annunciato che Kalisto dovrà affrontare The Brian Kendrick a Survivor Series per il Cruiserweight Championship dove, qualora Kalisto vincesse, il titolo e l'intera divisione dei pesi leggeri sarebbero diventati un'esclusiva di SmackDown.

## Risultati
| #       | Match | Stipulazioni                                               | Durata |
| ------- | --- | ---------------------------------------------------------- | ------ |
| Kickoff | Noam Dar, Rich Swann e TJ Perkins hanno sconfitto Ariya Daivari, Drew Gulak e Tony Nese | Six-man tag team match                                     | 11:50  |
| Kickoff | Kane ha sconfitto Luke Harper | Single match                                               | 09:10  |
| 1       | Alicia Fox, Bayley, Charlotte, Nia Jax e Sasha Banks hanno sconfitto Alexa Bliss, Becky Lynch, Carmella, Naomi e Natalya | Five-on-five traditional survivor series elimination match | 17:30  |
| 2       | The Miz (c) (con Maryse) ha sconfitto Sami Zayn | Single match per il WWE Intercontinental Championship      | 14:05  |
| 3       | Cesaro, Sheamus, Enzo Amore, Big Cass, Karl Anderson, Luke Gallows, Big E, Kofi Kingston, Primo ed Epico hanno sconfitto gli Chad Gable, Jason Jordan, Fandango, Tyler Breeze, Heath Slater e Rhyno, Zack Ryder, Mojo Rawley, Jimmy e Jey Uso | Ten-on-ten traditional survivor series elimination match   | 18:55  |
| 4       | Brian Kendrick (c) ha sconfitto Kalisto per squalifica | Single match per il WWE Cruiserweight Championship         | 12:25  |
| 5       | AJ Styles, Randy Orton, Dean Ambrose, Bray Wyatt e Shane McMahon hanno sconfitto Chris Jericho, Braun Strowman, Kevin Owens, Roman Reigns e Seth Rollins                                                                                      | Five-on-five traditional survivor series elimination match | 52:55  |
| 6       | Goldberg ha sconfitto Brock Lesnar (con Paul Heyman) | Single match                                               | 01:26  |

### Ten-on-ten survivor series elimination match
Lo sfondo rosso indica i wrestler di Raw, il blu indica quelli di SmackDown
| 1              | Breezango                           | The New Day                  |          |          |
| 2              | The New Day (Big E e Kofi Kingston) | The Usos                     |          |          |
| 3              | The Hype Bros                       | Luke Gallows e Karl Anderson |          |          |
| 4              | The Shining Stars                   | American Alpha               |          |          |
| 5              | American Alpha                      | Luke Gallows e Karl Anderson |          |          |
| 6              | Luke Gallows e Karl Anderson        | Heath Slater e Rhyno         |          |          |
| 7              | Heath Slater e Rhyno                | Enzo Amore e Big Cass        |          |          |
| 8              | Enzo Amore e Big Cass               | The Usos                     |          |          |
| 9              | The Usos                            | Cesaro e Sheamus             |          |          |
| Sopravvissuti: | Team Raw                            | Team Raw                     | Team Raw | Team Raw |

### Five-on-five survivor series elimination match
Lo sfondo rosso indica i wrestler di Raw, il blu indica quelli di SmackDown
| 1              | Carmella    | Alicia Fox  |          |          |
| 2              | Alicia Fox  | Alexa Bliss |          |          |
| 3              | Naomi       | Count out   |          |          |
| 4              | Sasha Banks | Natalya     |          |          |
| 5              | Natalya     | Charlotte   |          |          |
| 6              | Nia Jax     | Becky Lynch |          |          |
| 7              | Alexa Bliss | Charlotte   |          |          |
| 8              | Becky Lynch | Bayley      |          |          |
| Sopravvissute: | Team Raw    | Team Raw    | Team Raw | Team Raw |

| 1              | Dean Ambrose   | Braun Strowman |                |                |
| 2              | Braun Strowman | Count out      |                |                |
| 3              | Kevin Owens    | Squalifica     |                |                |
| 4              | Chris Jericho  | Randy Orton    |                |                |
| 5              | Shane McMahon  | TKO            |                |                |
| 6              | AJ Styles      | Seth Rollins   |                |                |
| 7              | Seth Rollins   | Bray Wyatt     |                |                |
| 8              | Roman Reigns   | Bray Wyatt     |                |                |
| Sopravvissuti: | Team SmackDown | Team SmackDown | Team SmackDown | Team SmackDown |